# Nandareich

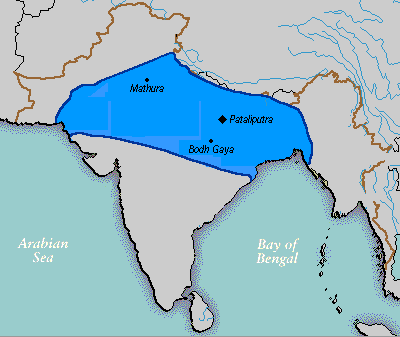
Nandareich

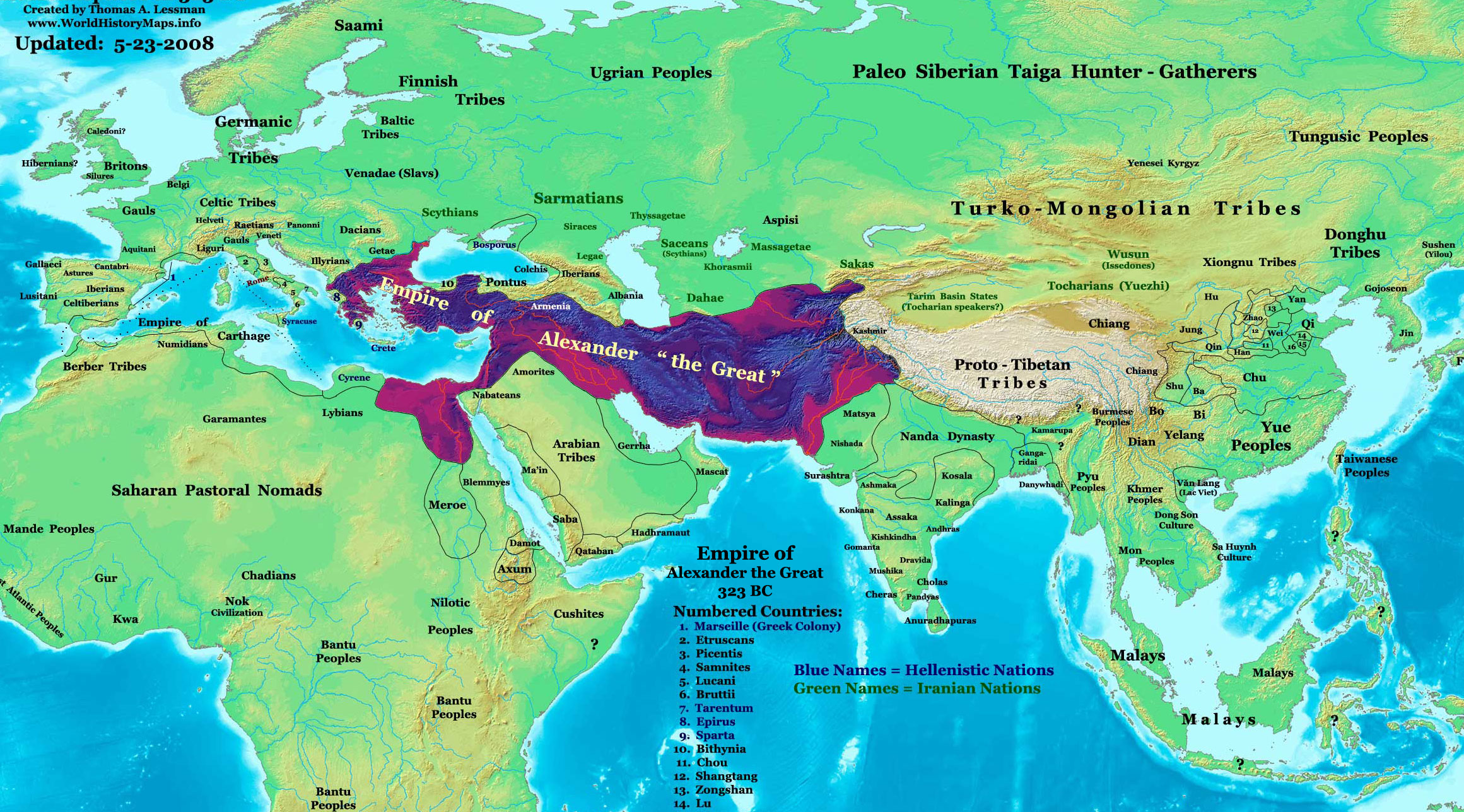
Der Ausgangspunkt, der Herrschaftsbereich Alexanders der Großen und die östliche Hemisphäre um 323 v. Chr.

Das Nandareich wurde in der Mitte des 4. Jahrhunderts v. Chr. in Magadha im Nordosten Indiens gegründet. Trotz seiner Kurzlebigkeit wird es hoch eingeschätzt, da es mit seinen politischen, finanziellen und militärischen Maßnahmen den Boden für die Maurya bereitete. Der erste Nanda war Mahapadma, angeblich der Sohn eines Shishunaga-Königs mit einer Shudra-Frau oder auch der eines Barbiers und einer Kurtisane, was gleichbedeutend mit einer niedrigen Herkunft war. Er vernichtete die Kshatriyas, d. h. den Adel und die bisherigen Königshäuser; seine acht Söhne folgten ihm auf den Thron. Die neun Nandas galten in der späteren Literatur als Inbegriff der Habgier: Es heißt, dass sie das Gold aus fremden Ländern und aus dem eigenen Volk herauspressten, was auf eine rigorose Steuereintreibung hindeutet. Ihr Heer soll laut Curtius Rufus 200.000 Fußsoldaten, 20.000 Reiter, 2.000 Kriegswagen und 3.000 Elefanten gezählt haben. In einer späteren Inschrift wird auch die Eroberung von Kalinga erwähnt, was dem heutigen Orissa entspricht. Das Nandareich wurde nach griechischen und indischen Quellen kurz nach Alexanders Einfall in Indien von dem Mauryareich unter Chandragupta und seinem Mentor Kautilya abgelöst.

## Liste der Nanda-Herrscher
Die Puranas sprechen der Nanda-Dynastie 40 Jahre zu, davon entfallen 28 Jahre auf den Gründer, Mahapadma.
- Mahapadma Nanda (ca. 364 v. Chr.[2] – ?)
- Pandhuka
- Panghupati
- Bhutapala
- Rashtrapala
- Govishanaka
- Dashasidkhaka
- Kaivarta
- Dhana (Argames) (? – 321 v. Chr.)